# Jack Paar
Jack Harold Paar, född 1 maj 1918 i Canton i Ohio, död 27 januari 2004 i Greenwich i Connecticut, var en amerikansk pratshowvärd, komiker, skådespelare och författare, mest känd som värd för TV-programmet The Tonight Show mellan 1957 och 1962.
Paar inledde sin karriär som radiopratare i Michigan. Han kontrakterades efter andra världskriget som skådespelare vid RKO Pictures studio och medverkade i några filmer, däribland i Love Nest (1951), där han spelade Marilyn Monroes pojkvän. Paar började sin TV-karriär under tidigt 1950-tal, som komiker i programmet The Ed Sullivan Show samt som värd för två lekprogram, Up To Paar (1952) och Bank on the Stars (1953), innan han blev värd för The Morning Show (1954) på CBS. Den 29 juli 1957 blev Paar värd för NBC:s pratshow: The Tonight Show, 1962 tog Johnny Carson vid efter honom. 

## Filmografi i urval
- 1949 – Easy Living
- 1950 – Leva farligt
- 1951 – Love Nest
- 1952 – Down Among the Sheltering Palms
- 1957–1962 – Tonight Starring Jack Paar (TV-serie)
- 1962-1965 – The Jack Paar Program (TV-serie)
- 1968–1987 – The Tonight Show Starring Johnny Carson (TV-serie)
- 1973 – Jack Paar Tonite (TV-serie)